# Archiv der Hansestadt Lübeck

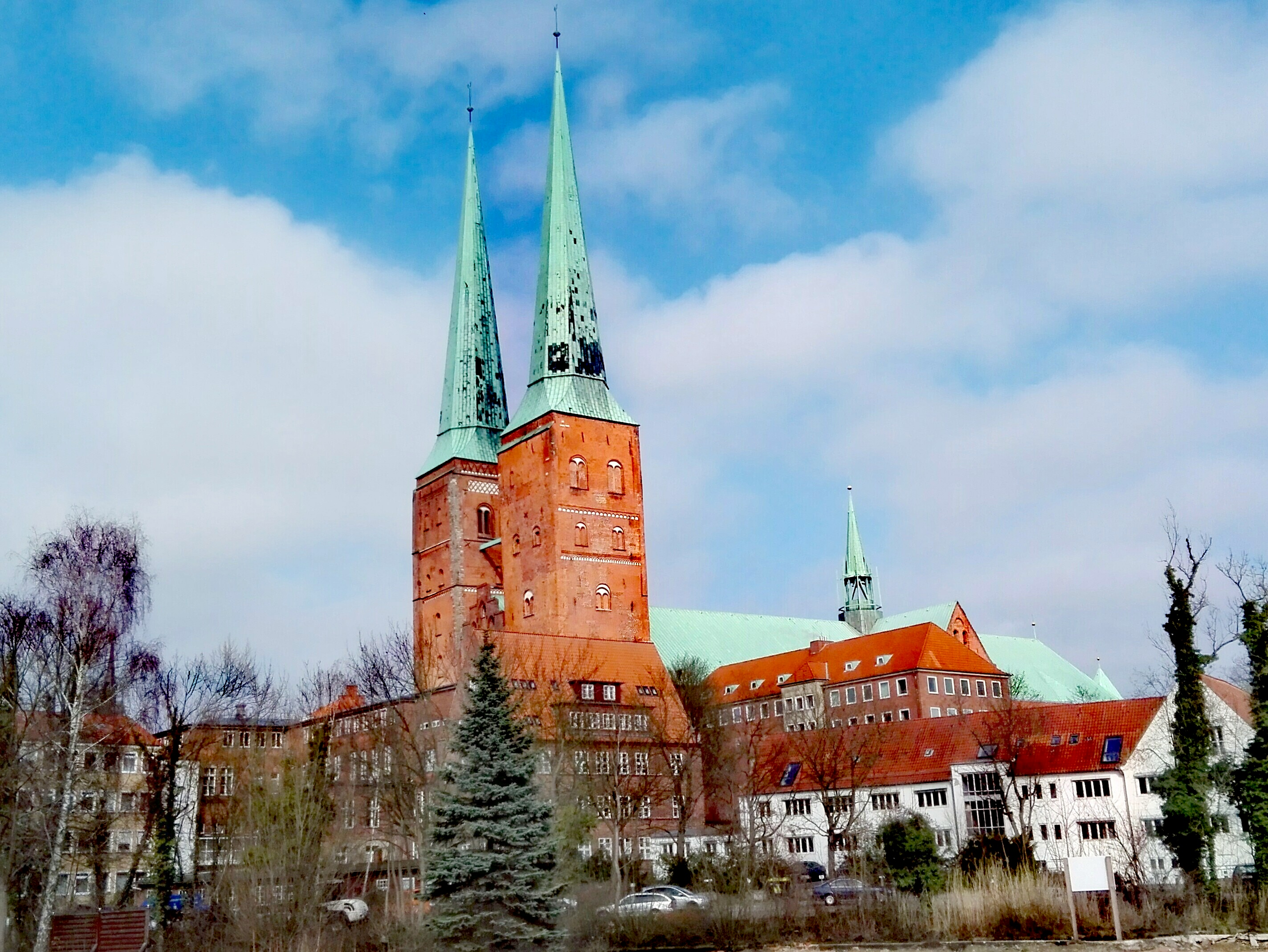
Archiv

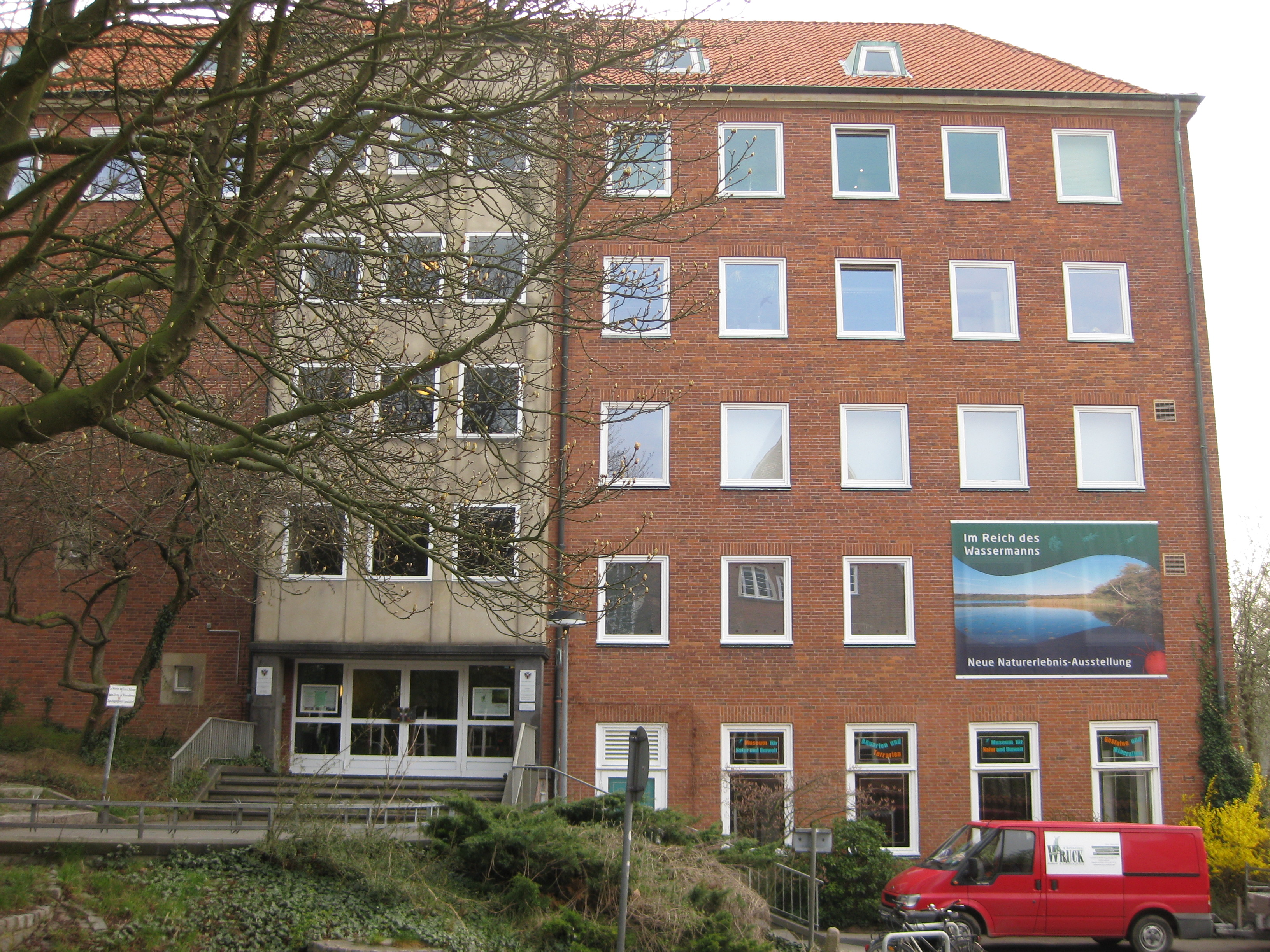
Gebäude des Archivs der Hansestadt Lübeck am Dom

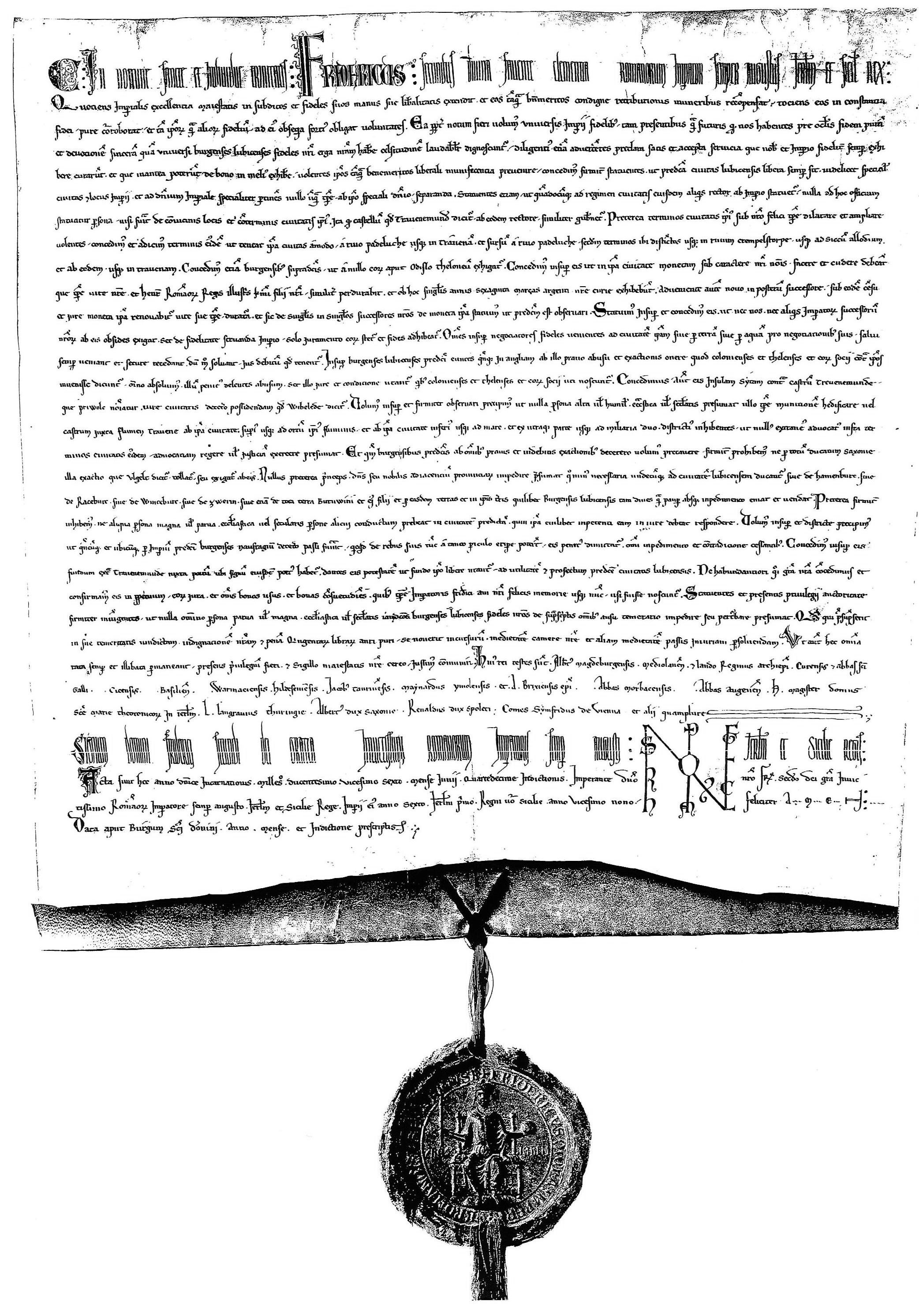
Archivalie Lübecker Reichsfreiheitsbrief von 1226

Das Archiv der Hansestadt Lübeck ist das Stadtarchiv der Hansestadt Lübeck und befindet sich am Mühlendamm direkt neben dem Lübecker Dom gemeinsam mit dem Museum für Natur und Umwelt. Das Archiv war bis zum Verlust der Reichsunmittelbarkeit durch das Groß-Hamburg-Gesetz 1937 ein Staatsarchiv. Es enthält Informationen zur Geschichte der Stadt und der Hanse. 

## Geschichte
Das Archiv wurde 1298 erstmals erwähnt. Aus dem Amt des Registrators der Kanzlei entstand seit dem 16. Jahrhundert die Stelle des 3. (jüngsten) Ratssekretärs, der ab 1809 amtlich auch als Stadtarchivar bezeichnet wurde. Diesem oblag auch die Verantwortung für die Trese in der Lübecker Marienkirche. Der Richter Carl Wilhelm Pauli hatte 1834 bereits verloren geglaubte Bestände wieder aufgefunden und gab damit den Anstoß zur Erfassung, Sicherung und Erforschung der umfangreichen Bestände in Lübeck. 
Als erster professioneller Archivar wurde 1854 der damalige Leiter der Ernestinenschule, Carl Friedrich Wehrmann, bestellt, der dieses Amt bis 1892 innehatte. Vorher war jeweils der dritte Ratssekretär für die in der Trese der Lübecker Marienkirche seit 1298 verwahrten Urkundenbestände zuständig gewesen. Nachfolger Wehrmanns wurde Paul Ewald Hasse, ein Schüler des Göttinger Mediävisten Georg Waitz. Hasse begründete damit die Tradition, dass die jeweiligen Leiter des Archivs auch einen Lehrauftrag oder eine außerordentliche Professur an der Universität Kiel wahrnehmen. Weitere bekannte Lübecker Archivleiter waren Johannes Kretzschmar, Georg Fink, Ahasver von Brandt, Olof Ahlers und als erste Frau in dieser Position Antjekathrin Graßmann. Von 2006 bis 2024 leitete Jan Lokers das Archiv und übergab sein Amt zum 1. September 2024 an seinen bisherigen Stellvertreter Dominik Kuhn.
Das Archiv wurde nie zerstört. Jedoch wurden wichtige Bestände im Zweiten Weltkrieg zum Schutz vor Luftangriffen in das Salzbergwerk Gröna bei Bernburg (Saale) ausgelagert. Sie wurden 1945 zunächst durch die Monuments Men der US Army beschlagnahmt und dann an die Rote Armee übergeben, deren Trophäenkommissionen sie als Beutekunst in die spätere DDR und verschiedene Orte der Sowjetunion brachte. Die in die DDR ausgelagerten Archivalien wurden 1987, die Bestände aus der ehemaligen UdSSR 1990 und 1998 (aus Armenien) zurückgegeben.
Teile des mittelalterlichen Urkundenbestandes des Lübecker Archivs aus der Hansezeit gehören, zusammen mit Dokumenten aus dieser Zeit an weiteren Orten in Europa, seit 2023 zum Weltdokumentenerbe der UNESCO.

## Bestände
Der Bestand umfasst über 6.000 Meter Archivalien. Die Sammlungsbestände des Archivs umfassen nicht nur Lübecker Urkunden seit dem Mittelalter, sondern aufgrund der herausragenden Stellung Lübecks als Vorort der Hanse handelt es sich auch um das bedeutendste Archiv für die Hansezeit, zumal die älteren Bestände des Hamburger Staatsarchivs beim großen Stadtbrand 1842 vernichtet wurden. Daneben verwahrt das Archiv z. B. auch Akten des Reichskammergerichts und des Oberappellationsgerichts der vier Freien Städte. Das Lübecker Stadtarchiv besitzt mehr als 3.000 historische Münzen.
Die Lübecker Urkundenbestände wurden im 19. Jahrhundert im Codex diplomaticus Lubecensis, dem Urkundenbuch der Stadt Lübeck, zusammengefasst. Außerdem werden Verträge, Grundbücher und Dokumente aufbewahrt. Die Bestände wurden mit dem Findbuch im März 2010 erstmals online gestellt.
Daneben besteht für Schleswig-Holstein das Landesarchiv Schleswig-Holstein in Schleswig, wo beispielsweise die Archivalien des ehemaligen Fürstentums Lübeck aufbewahrt werden.

## Gebäude
Ein erster Unterbringungsort wichtiger städtischer Urkunden und Unterlagen war die Trese in der Lübecker Marienkirche. Der Rest des Archivs wurde im Lübecker Rathaus verwahrt. 1881 erhielt das Archiv erstmals ein Dienstgebäude in der Königstraße 21. Das ehemalige Haus der Zirkelgesellschaft war durch die Aufhebung des Oberappellationsgerichts der vier Freien Städte zum 1. Oktober 1879 im Zuge der Neuorganisation der Gerichtsverfassung durch die Reichsjustizgesetze frei geworden. Heute befindet sich darin das Willy-Brandt-Haus Lübeck.
1936 übernahm das Archiv das Logenhaus an der Ecke Schildstraße 22–30/St.-Annen-Straße 2. Nach dem Verbot der Freimaurerlogen durch die Nationalsozialisten musste das Haus am 19. Juli 1935 unter Zwang verkauft werden. Das Inventar ging weitgehend verloren, die 1926 eingebauten farbigen Glasfenster mit freimaurerischen Motiven wurden zerstört. Im Jahr darauf übernahm das Archiv unter seinem damaligen Leiter Georg Fink das Gebäude und ließ ein sechsgeschossiges Stahlmagazin einbauen. Der Umzug war im Februar 1937 abgeschlossen.
Das Gebäude überstand den Luftangriff auf Lübeck am 29. März 1942. 1945 wurde es durch die britische Militärverwaltung zunächst wieder für Archivzwecke freigegeben. Die inzwischen wieder konstituierte Loge forderte die Rückgabe. Diese erfolgte juristisch 1950; tatsächlich konnte das Haus jedoch erst nach Fertigstellung des neuen Archivgebäudes am Dom freigezogen werden.
Der 1961 bezogene Neubau auf den Fundamenten des Westflügels des 1942 zerstörten Museums am Dom umschließt die Reste des mittelalterlichen Kreuzganges des Doms an zwei Seiten und bezieht die erhaltene Ostwand des Westflügels mit ein. Als Magazin für die über 6000 laufende Meter Archivalien werden Teile des benachbarten Zeughauses genutzt. 

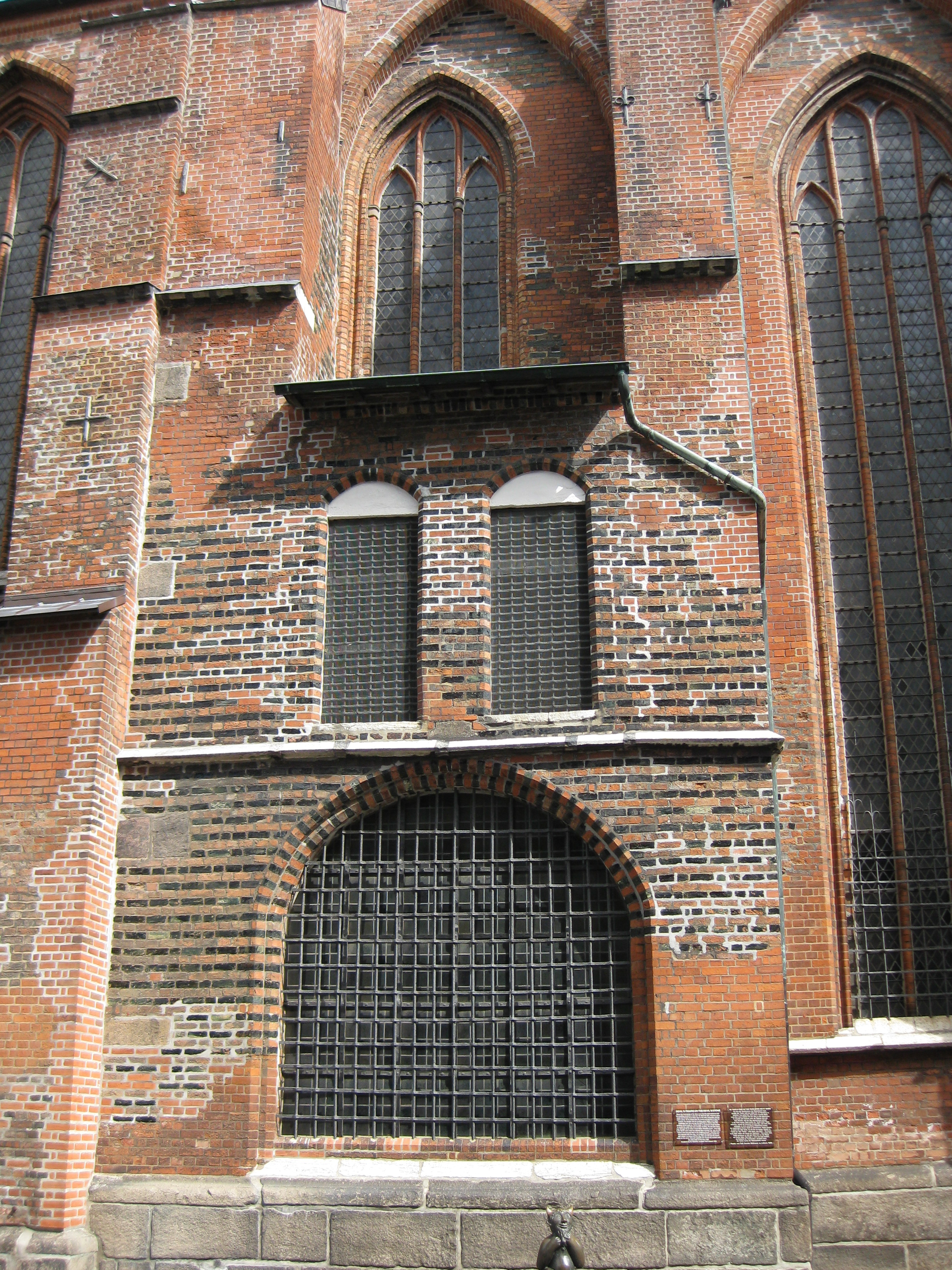
Trese
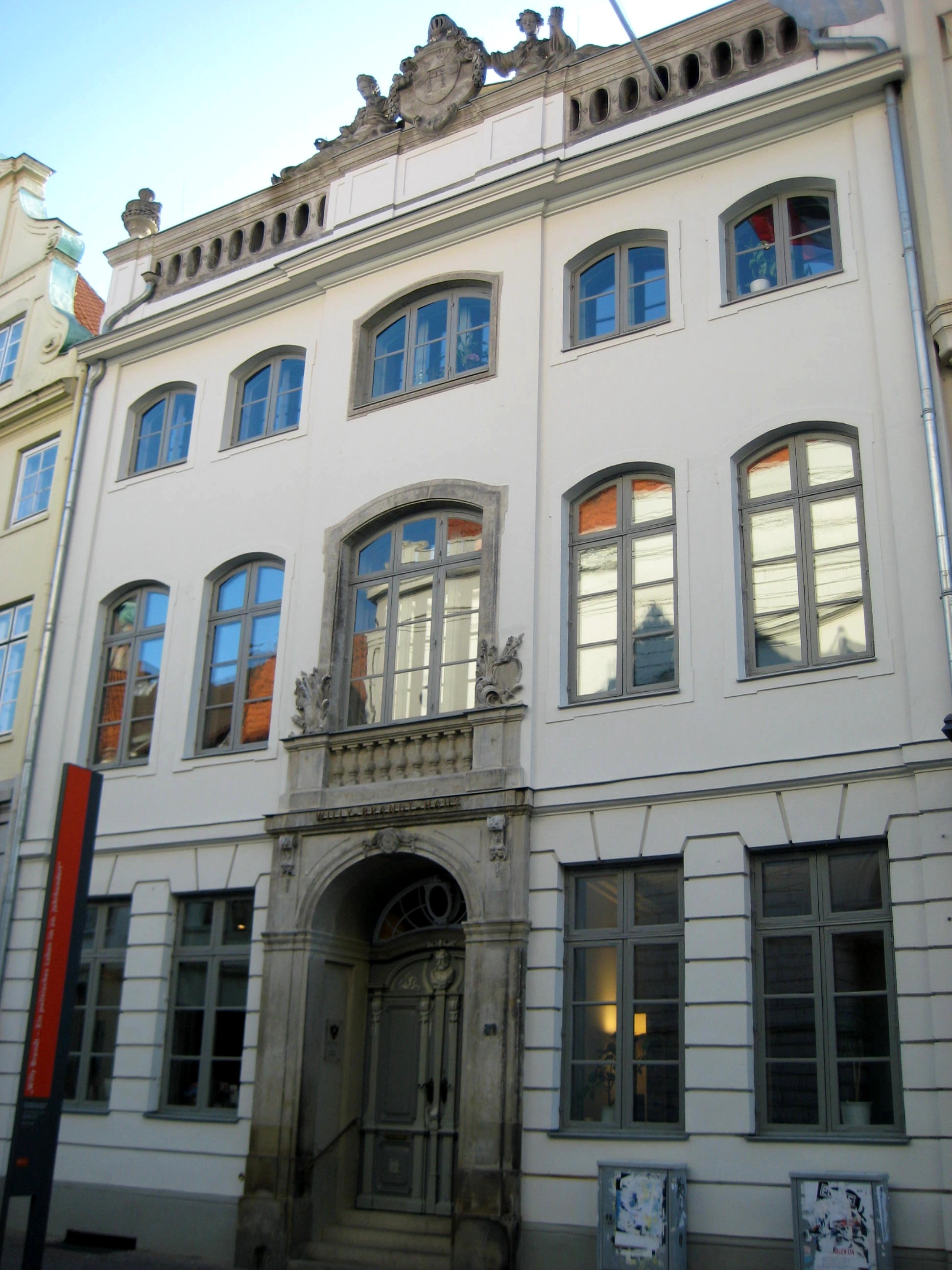
Königstraße 21
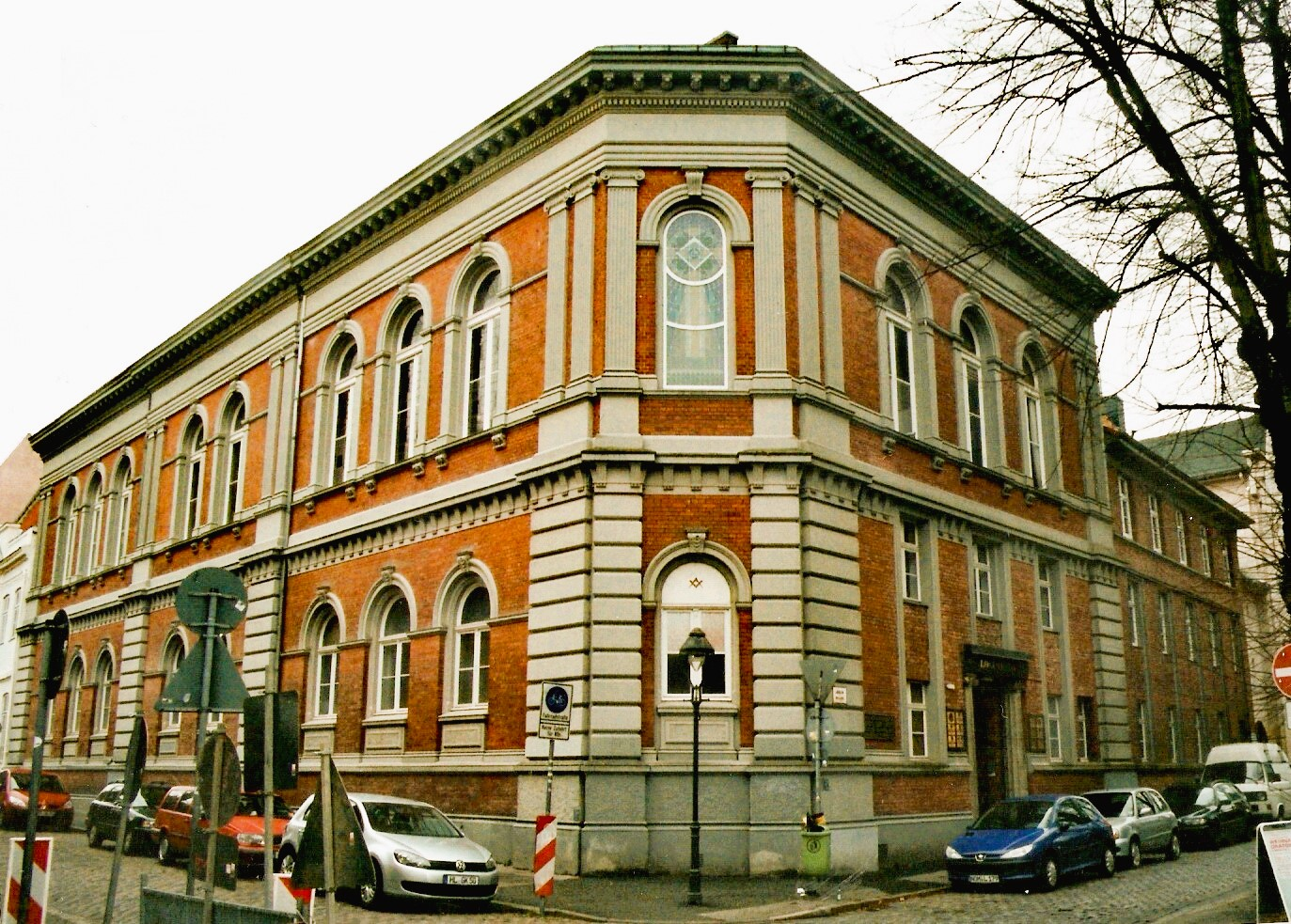
Logenhaus
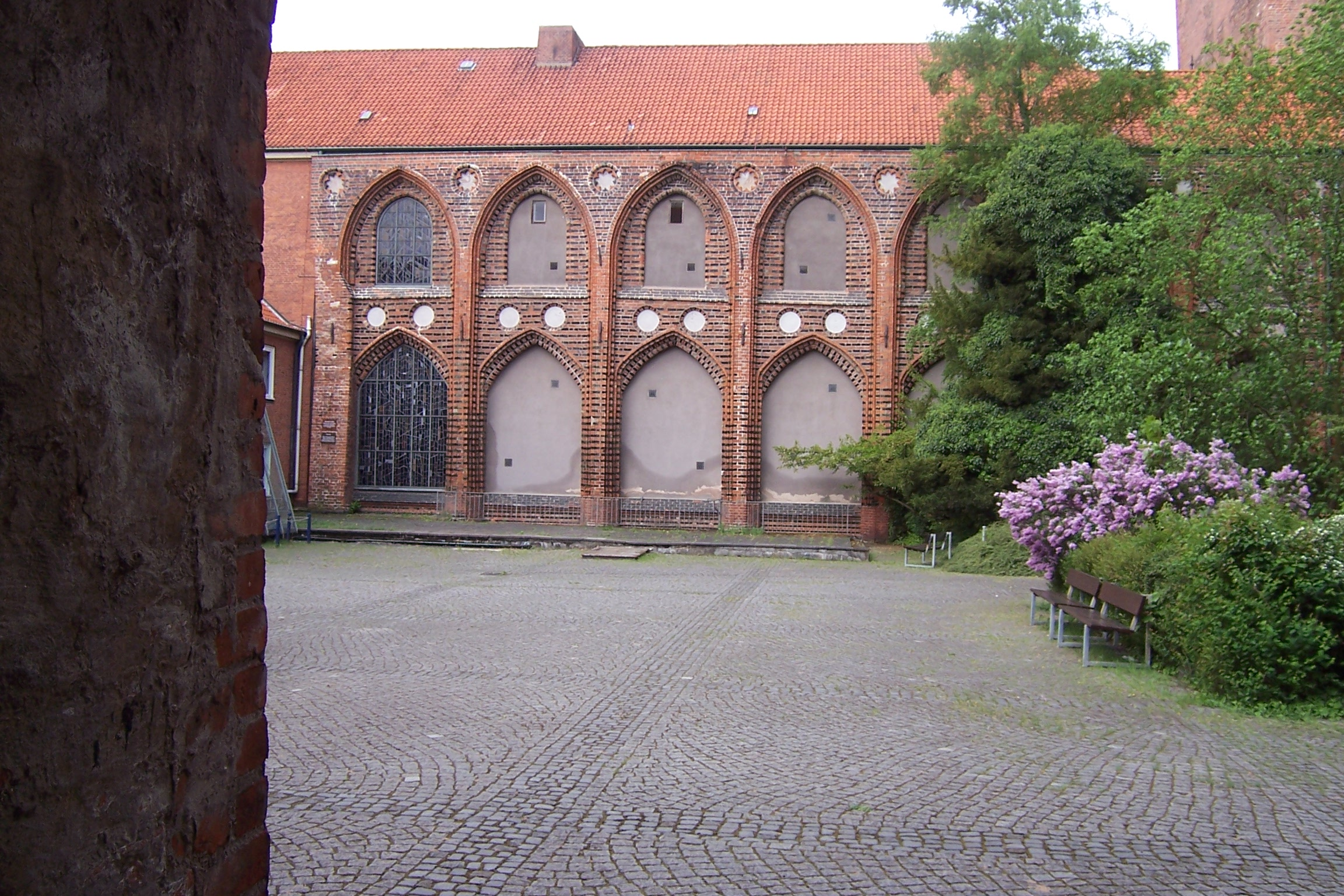
Archivbau vom Domkreuzgang aus